# Wiedemannia kacanskae
Wiedemannia kacanskae är en tvåvingeart som beskrevs av Horvat 1993. Wiedemannia kacanskae ingår i släktet Wiedemannia och familjen dansflugor. Inga underarter finns listade i Catalogue of Life.